# كليرمون
كليرمون (بالفرنسية: Arrondissement de Clermont)‏ هي دائرة إدارية فرنسية، في فرنسا، تقع في واز، بلغ عدد سكانها 130,675  نسمة وذلك حسب إحصائيات سنة 2015، عاصمتها كليرمون (وايز)، تبلغ مساحتها 1,142 كيلومتر مربع.

## الموقع
تشترك في الحدود مع:
- Arrondissement of Montdidier [الإنجليزية]‏.

## التقسيمات الإدارية
- canton of Breteuil  [لغات أخرى]‏
- كليرمون  [لغات أخرى]‏
- canton of Maignelay-Montigny  [لغات أخرى]‏
- canton of Froissy  [لغات أخرى]‏
- canton of Liancourt  [لغات أخرى]‏
- Canton of Mouy [الإنجليزية]‏
- Canton of Saint-Just-en-Chaussée [الإنجليزية]‏.